# Eduardo Antônio da Fonseca
Eduardo Antônio da Fonseca (Belo Horizonte, 23 de fevereiro de 1947 – São Paulo, 23 de setembro de 1971) foi um estudante e guerrilheiro brasileiro que participou da luta armada contra a ditadura militar, como integrante da Aliança Libertadora Nacional (ALN).
Eduardo foi assassinado em 1971, em uma emboscada preparada por agentes do regime na Rua João Moura, no bairro do Sumarezinho, em São Paulo. No episódio, outros dois guerrilheiros, Antonio Sérgio Matos e Manuel José Nunes Mendes de Abreu, também foram mortos.
É um dos casos investigados pela Comissão da Verdade, colegiado instituído pelo governo brasileiro responsável por apurar mortes e desaparecimentos no país entre 18 de setembro de 1946 e 5 de outubro de 1988 e com foco na ditadura militar brasileira (1964-1985).

## Biografia
Nascido em Belo Horizonte (Minas Gerais) em 23 de fevereiro de 1947, Eduardo Antônio da Fonseca, filho de Joaquim Fonseca Júnior e Lucinda Miquelina Braga [Dossiê], era estudante secundarista quando resolveu aderir ao movimento estudantil.
Em 1968, aos 21 anos, Eduardo entrou para o Partido Socialista Revolucionário Brasileiro (PSRB), onde permaneceu até a dissolução do grupo, em 1969. Nesse mesmo ano, decidiu se filiar à Corrente de Minas Gerais, outro movimento político da época. Ao final de 1969, com a prisão de vários militantes da Corrente, Eduardo aderiu à ALN, pela qual participou de várias ações armadas na cidade de São Paulo.

## Morte
O guerrilheiro da ALN foi assassinado durante uma ação dos órgãos de segurança do regime militar que ficou conhecida como Emboscada da Rua João Moura. Além de Eduardo, outros três militantes caíram na armadilha: Antonio Sérgio Matos, dirigente regional da ALN acusado de participação no assassinato do então presidente da Ultragaz, Albert Henning Boilesen, um dos financiadores da Operação Bandeirante; Manuel José Nunes Mendes de Abreu e Ana Maria Nacinovic Corrêa, única mulher participante do grupo, que conseguiu escapar da emboscada, mas foi assassinada um ano depois.
Em 23 de setembro de 1971, agentes do DOI/CODI-SP posicionaram, à altura do número 2.358 da rua João Moura, um jipe do II Exército de maneira que parecesse parado em virtude de algum problema mecânico. O intuito era atrair os guerrilheiros que passariam no local para, então, efetuar o ataque.
Ao avistar o jipe, o grupo da ALN se aproximou para roubar armas e foi surpreendido por agentes armados que estavam escondidos em um caminhão baú, que, segundo a ex-membro da ALN Susana Lisboa, em depoimento à Comissão da Verdade “Rubens Paiva”, pertencia ao jornal Folha de S.Paulo. Pela versão oficial, Eduardo e os companheiros foram mortos no local. O laudo do Instituto Médico Legal (IML) apontou que Eduardo levou dois tiros na região glútea e outros dois nas pernas.
O corpo de Eduardo foi sepultado no Cemitério São Pedro, na capital paulista, em 30 de outubro de 1971.

## Controvérsias
Algumas circunstâncias da emboscada e da morte de Eduardo e de seus companheiros permanecem sem esclarecimento. A análise dos processos pela Comissão Especial sobre Mortos e Desparecidos Políticos mostrou que documentos assinados pelo delegado do DOPS Alcides Cintra Bueno Filho e laudos necroscópicos atestados pelos legistas Isaac Abramovitc e Antonio Valentini apresentam inconsistências, como os horários em que foram encontrados os corpos e a chegada deles ao IML. Pelos registros, o corpo de Eduardo teria sido encontrado uma hora antes dos outros. Além disso, os cadáveres deram entrada no IML às 18h40, quase três horas depois que supostamente foram encontrados, sendo que o local da emboscada era muito próximo do instituto.
A Comissão Especial também constatou, ainda, que os ferimentos à bala na taqueia e pescoço de Antônio Sérgio não foram causados por uma arma de fogo, o que sugere a possibilidade do guerrilheiro e seus companheiros não terem morrido no local do ataque, mas sim de serem conduzidos pelas autoridades envolvidas no caso a outro local antes da morte. No caso de Eduardo, o laudo apresenta apenas dois tiros na região das pernas e dois na região dos glúteos, locais estratégicos para a imobilização do guerrilheiro, mas não para sua morte. A comissão não descarta a possibilidade do tiroteio entre militantes e agentes, porém, há indícios de que os agentes mantiveram em sua posse aqueles que ainda estavam vivos no momento da ação até que pudessem confirmar o óbito de cada um. Por isso  a diferença de horário entre entre relatórios.
Segundo companheiros de Manuel, o guerrilheiro possivelmente foi conduzido para o DOI-CODI de São Paulo, onde teria sofrido atos de violência como espancamento e choques e morto após a aplicação da chamada "coroa de Cristo", que se tratava de uma peça de metal com parafusos que pressionava a cabeça conta os parafusos, causando o esmagamento do crânio. Segundo a irmã de Manuel, Maria Fernanda Mendes de Abreu, os próprios policiais do DOI-CODI/SP levaram o corpo de seu irmão para a sede do IML, onde exigiam total sigilo, e invadiam a casa de Manuel para pegar livros, documentos e outros pertences.